# Nothing’s Gonna Stop Me Now
Nothing’s Gonna Stop Me Now ist ein Dance-Pop-Song, der vom britischen Musikproduzententeam Stock Aitken Waterman geschrieben und produziert und von der britischen Sängerin Samantha Fox gesungen wurde. Das Lied wurde im Mai 1987 als erste Singleauskopplung aus Fox’ zweitem Album Samantha Fox veröffentlicht.
Das Musikvideo wurde in Marbella gedreht. Samantha Fox wird beim Fahren auf diversen Fortbewegungsmitteln gezeigt, darunter dem Motorboot Sunseeker XPS 34, einem Ford Mustang, einem Pontiac Trans Am, einem Leichtflugzeug und einem Fahrrad.

## Chartplatzierungen
Die Single wurde mit Platz acht Fox’ dritte und letzte Top-Ten-Single in Großbritannien. In den Vereinigten Staaten erreichte die Single Platz 80.
| ChartsChartplatzierungen       | Höchstplatzierung | Wochen |
| ------------------------------ | ----------------- | ------ |
| Deutschland (GfK)              | 6 (18 Wo.)        | 18     |
| Österreich (Ö3)                | 11 (12 Wo.)       | 12     |
| Schweiz (IFPI)                 | 2 (14 Wo.)        | 14     |
| Vereinigte Staaten (Billboard) | 80 (5 Wo.)        | 5      |
| Vereinigtes Königreich (OCC)   | 8 (9 Wo.)         | 9      |

| ChartsJahrescharts (1987) | Platzierung |
| ------------------------- | ----------- |
| Deutschland (GfK)         | 35          |
| Schweiz (IFPI)            | 9           |

## Coverversion von Daniela Katzenberger
| ChartsChartplatzierungen | Höchstplatzierung | Wochen |
| ------------------------ | ----------------- | ------ |
| Deutschland (GfK)        | 19 (10 Wo.)       | 10     |
| Österreich (Ö3)          | 14 (5 Wo.)        | 5      |
| Schweiz (IFPI)           | 60 (1 Wo.)        | 1      |